# Orientfeldlerche

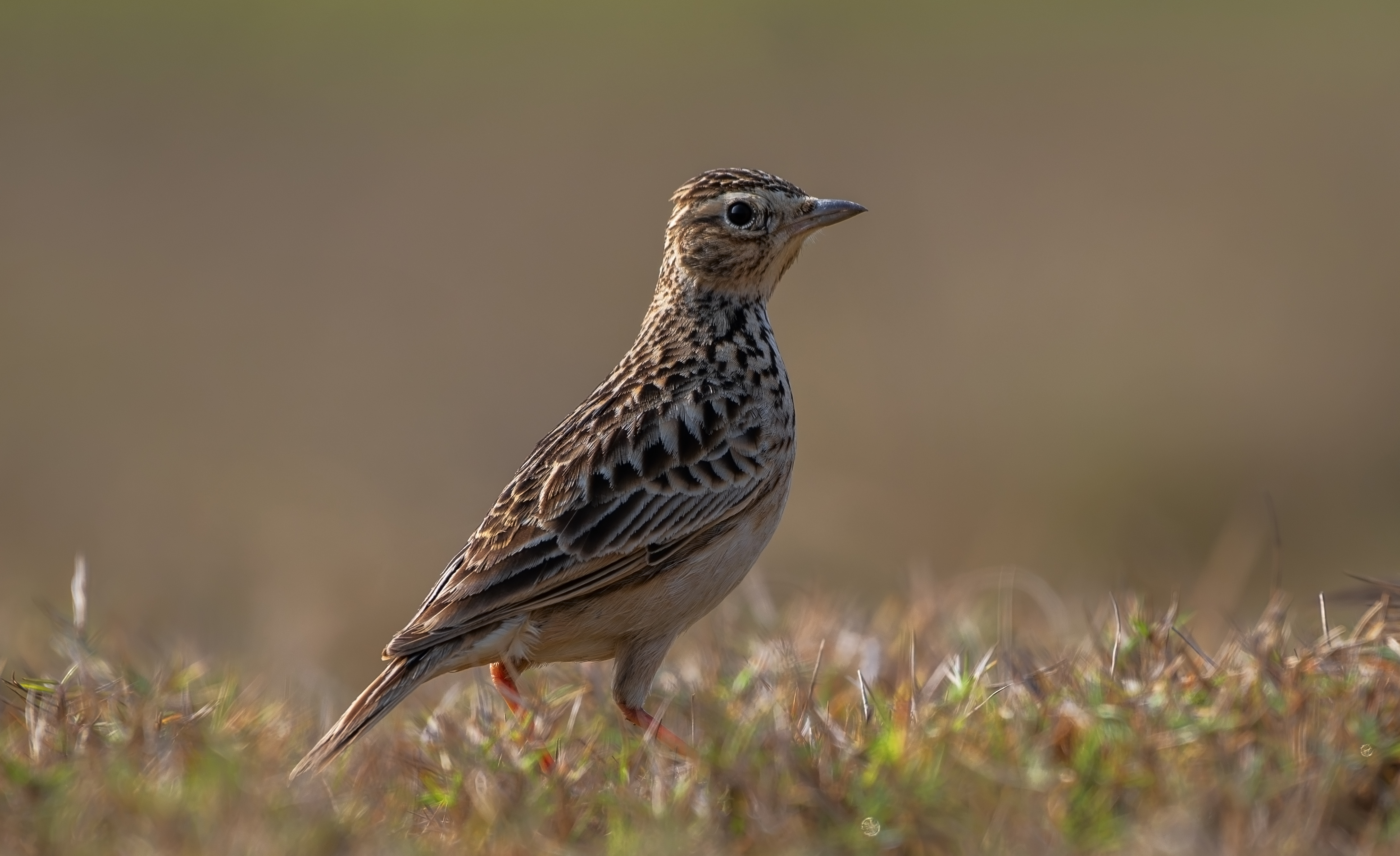
Orientfeldlerche, Indien

Die Orientfeldlerche (Alauda gulgula), auch Orientalische Feldlerche, Kleine Feldlerche oder Indische Feldlerche genannt, ist eine Art aus der Familie der Lerchen. Sie ist eng verwandt mit der Feldlerche. Ihr Verbreitungsgebiet liegt in Asien und im Nahen Osten. In dem großen Verbreitungsgebiet werden insgesamt 13 verschiedene Unterarten unterschieden.
Die Bestandssituation der Kleinen Feldlerche wird von der IUCN mit ungefährdet (least concern) eingestuft.

## Merkmale
Die Orientfeldlerche erreicht eine Körperlänge von 14 bis 17 Zentimeter. Auf den Schwanz entfallen davon 4,8 bis 6,8 Zentimeter. Die Flügelspannweite beträgt 26 bis 30 Zentimeter. Sie wiegt zwischen 24 und 33 Gramm. Es besteht kein auffallender Geschlechtsdimorphismus.
Die Orientfeldlerche ist bei Feldbeobachtungen nur sehr schwierig von der in Eurasien vorkommenden Feldlerche zu unterscheiden. Grundsätzlich ist die Orientfeldlerche in der Regel etwas dunkler und ihr Gefieder ist etwas rostfarbener als die auch in Mitteleuropa vorkommende Feldlerche.
Die Grundfarbe der Oberseite ist beige bis rötlichbraun. Oberkopf und Rücken einschließlich Bürzel sind auf diesem Grund fein schwarzbraun längsgestreift und gestrichelt. Die obere Brust und die Flanken sind auf gelblich weißem oder hell bräunlichem Grund deutlich dunkel längsgestreift und gestrichelt, der übrige Bauch und die Flanken sind weiß.
Die Schwingen sind dunkel graubraun, die inneren Handschwingen und die Armschwingen haben eine schmale matt rostbeige Endbinde. Der Schwanz ist graubraun, bei der äußersten (sechsten) Steuerfeder ist die Außenfahne fast vollständig sandfarben.
Der lerchentypische Gesang, der aus anhaltenden melodischen Trillern besteht, in dem zahlreiche andere Vogelrufe nachgeahmt werden, wird vom Boden oder im Flug vorgetragen.

## Verbreitungsgebiet und Lebensraum

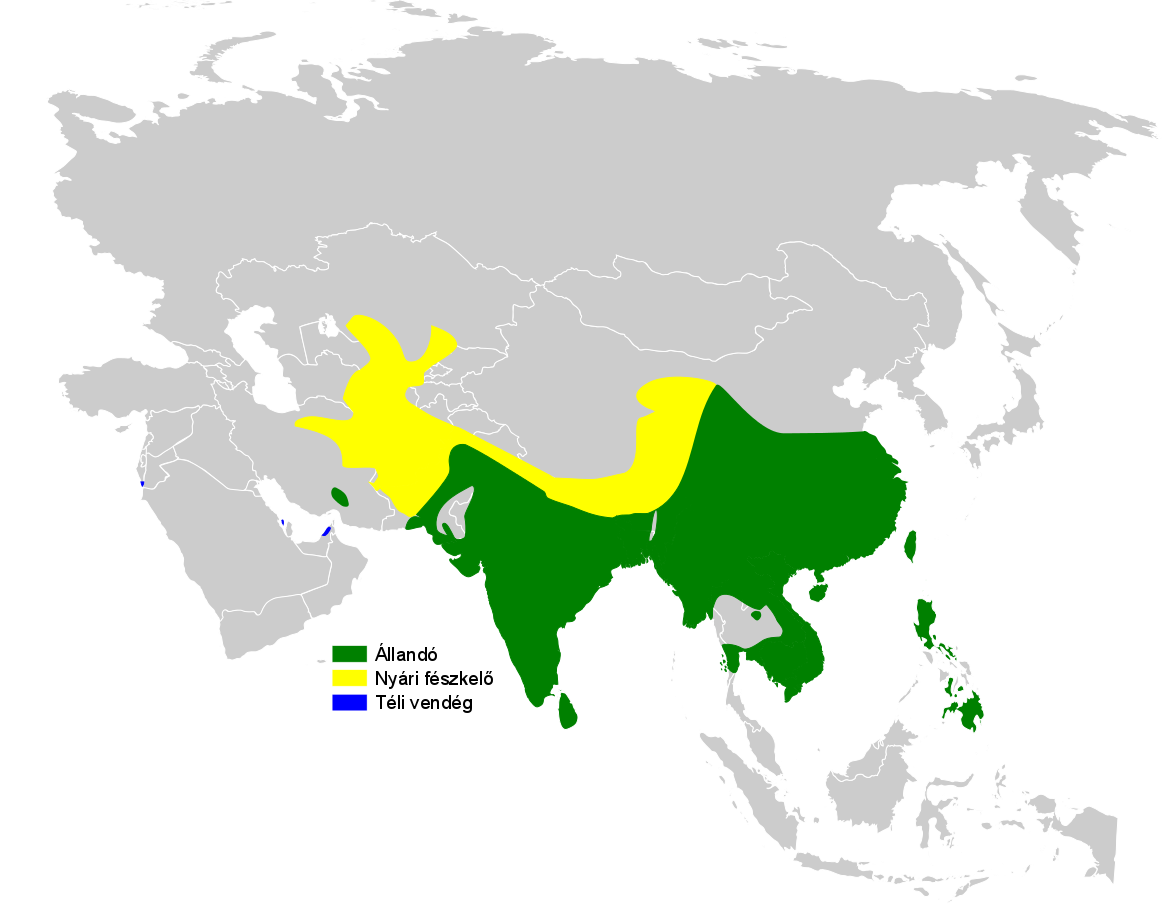
Verbreitungsgebiet der Kleinen Feldlerche

Die Orientfeldlerche kommt im Südosten Irans, in Afghanistan, Kirgisien, dem Nordwesten und im Osten Chinas, in Pakistan, auf dem gesamten indischen Subkontinent, Nepal, Sri Lanka, Bangladesch, Bhutan, Burma, Thailand, Laos, Vietnam und auf den Philippinen vor. Vereinzelt wurde sie auch im Irak und Saudi-Arabien nachgewiesen. Als Irrgast wurde sie auch in Kuweit, in Ägypten und im Kaukasus nachgewiesen.

## Fortpflanzung
Das Nest wird am Boden versteckt angelegt. Es besteht aus einer selbstgescharrten, bis 7 cm tiefen Mulde, die mit feinem pflanzlichen Material ausgekleidet wird. Die Eiablage erfolgt im Zeitraum März bis August.
Das Gelege besteht aus drei bis vier Eiern, die auf weißlichem bis hell bräunlichem Grund dicht grau bis bräunlich gefleckt sind. Die Brutzeit ist nicht genau bekannt, dauert aber vermutlich wie bei der Feldlerche elf bis zwölf Tage. Die Bebrütung erfolgt ausschließlich durch das Weibchen, danach aber von beiden Eltern gefüttert.

## Unterarten

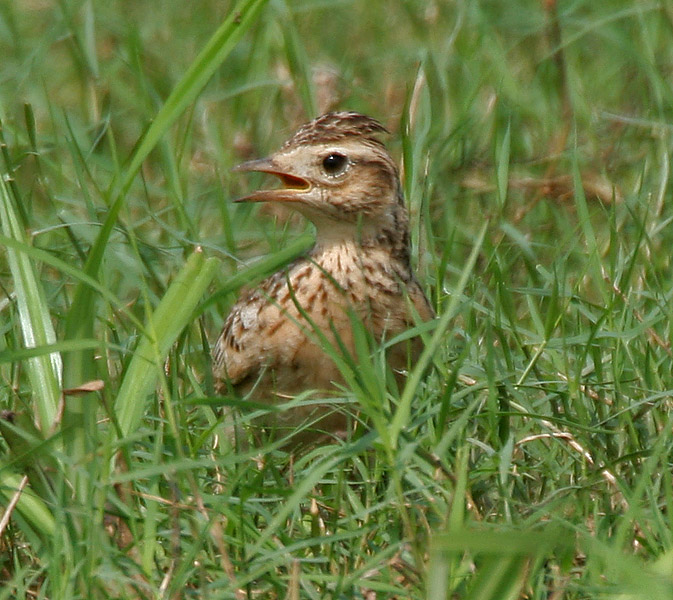
Orientfeldlerche, Indien

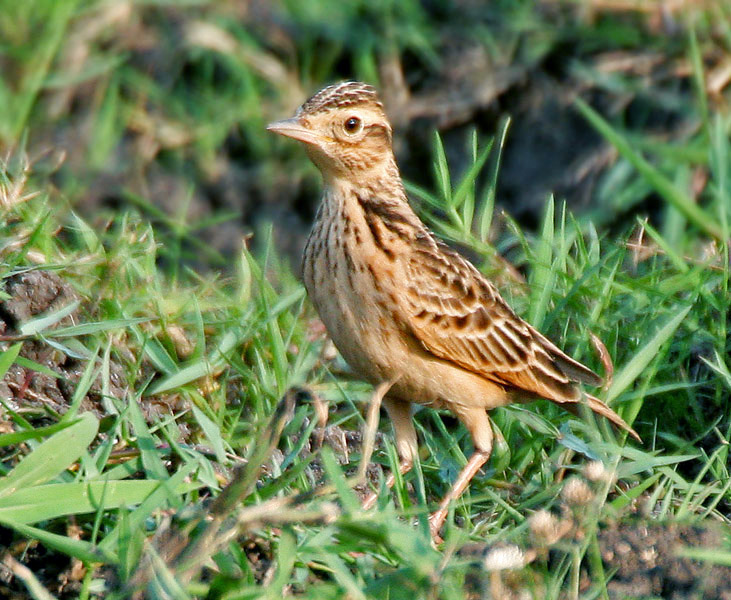
Orientfeldlerche, Indien

Es werden 13 Unterarten unterschieden:
- A. g. lhamarum Meinertzhagen, R & Meinertzhagen, A, 1926 – Pamirgebirge und westlicher Himalaya
- A. g. inopinata Bianchi, 1905 – Nordwesten Chinas und Tibetisches Hochplateau
- A. g. vernayi Mayr, 1941 – Ost-Himalaya und Südwesten Chinas
- A. g. inconspicua Severtsov, 1873 – Süden Kasachstan bis Osten von Iran, Pakistan und Nordwesten Indiens.
- A. g. gulgula Franklin, 1831 – Norden und Zentralgebiet Indiens, Sri Lanka und Osten sowie Norden Indochinas
- A. g. dharmakumarsinhjii Abdulali, 1976 – Westen und Zentralgebiet Indiens
- A. g. australis Brooks, WE, 1873 – Südwesten Indiens
- A. g. weigoldi Hartert, 1922 – Mitte bis Osten Chinas
- A. g. coelivox Swinhoe, 1859 – Süden und Südosten Chinas sowie Vietnam
- A. g. sala Swinhoe, 1870 – Ursprünglich als separate Art beschrieben. Auf den Inseln Hainan vor der südöstlichen Küste Chinas
- A. g. herberti Hartert, 1923 – Mitte bis Südosten von Thailand sowie der Süden von Vietnam
- A. g. wattersi Swinhoe, 1871 – Taiwan
- A. g. wolfei Hachisuka, 1930 – auf der philippinischen Insel Luzon

## Einzelbelege
1. ↑   Alauda gulgula in der Roten Liste gefährdeter Arten der IUCN 2016.1. Eingestellt von: BirdLife International, 2016. Abgerufen am 1. Januar 2017.
2. ↑  R. Pätzold: Die Lerchen der Welt. S. 212.
3. 1 2  R. Pätzold: Die Lerchen der Welt. S. 214.
4. ↑  R. Pätzold: Die Lerchen der Welt. S. 213.
5. ↑  R. Pätzold: Die Lerchen der Welt. S. 215.
6. ↑  IOC World Bird List 6.4. In: IOC World Bird List Datasets. doi:10.14344/ioc.ml.6.4 (englisch, worldbirdnames.org).